# بالاندوكين

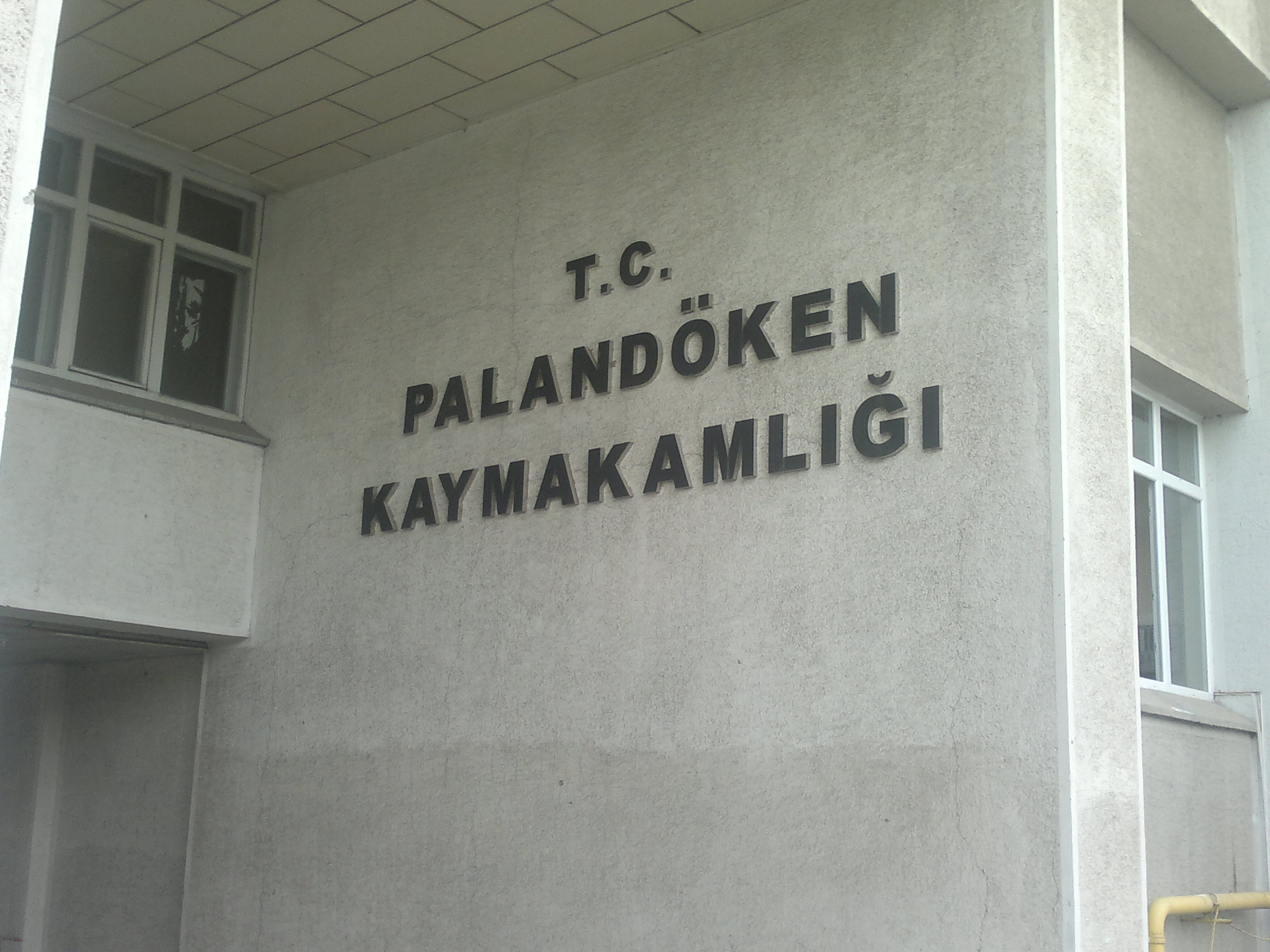
(محافظة بالاندوكين إيلتشي).

بالاندوكين هي بلدية ومنطقة في مقاطعة أرضروم في تركيا. مساحتها 667 كم 2،  وبلغ عدد سكانها 177,374 نسمة وفق إحصائيات عام 2022،  تغطي الجزء الجنوبي من المنطقة الحضرية في أرضروم. سمّيت على اسم جبل بلاندوكين وهو منتجع للتزلج.
افتتح فيها ملعب هوكي الجليد "قاعة بلاندوكين للتزلج على الجليد" عام 2008.

## الأحياء
الأحياء (المحلية) هي وحدات إدارية صغيرة ضمن البلديات، ويديرها المختار والمجلس الأعلى المكون من 4 أعضاء. ويتم انتخاب المختار والمجلس الأعلى لمدة 5 سنوات في انتخابات محلية وهم لا ينتمون إلى أحزاب سياسية. الأحياء ليست مؤسسية وبالتالي لا تتمتع بوضع حكومي. وعلى الرغم من انتخاب السكان للمختار، إلا أنه يعمل فقط مديراً لمحافظ المنطقة. يستطيع المختار التعبير عن قضايا الحي في البلدية مع المجلس الأعلى.
يوجد 26 حيًا في منطقة بالاندوكين: